# Slangenlook
Slangenlook (Allium scorodoprasum) is een plant uit de narcisfamilie (Amaryllidaceae). De plant staat op de Nederlandse Rode lijst van planten als zeldzaam en stabiel of toegenomen. Het aantal chromosomen is 2n = 32.
Deze plant, die een hoogte kan bereiken van 60 tot 100 cm, ontspruit uit een bol die meestal in een hele kolonie bij elkaar staan. In de lente schiet uit elke bol een stevige, rechtopstaande stengel met smalle bladeren. Tussen mei en begin augustus bloeien hieraan purperrode, klokvormige bloemen in een rond schermpje. In dit schermpje zitten naast de bloemetjes ook nog rode broedbolletjes. Het plantje verspreidt een sterke knoflookgeur.

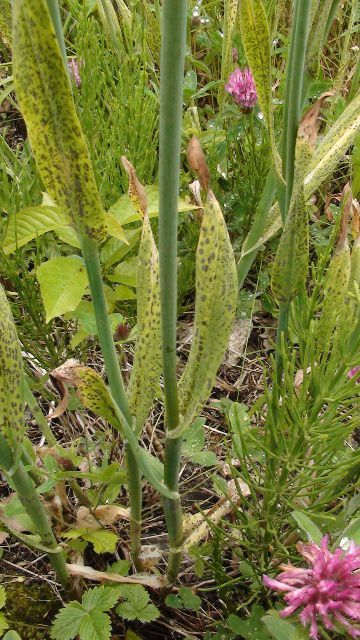
Plant
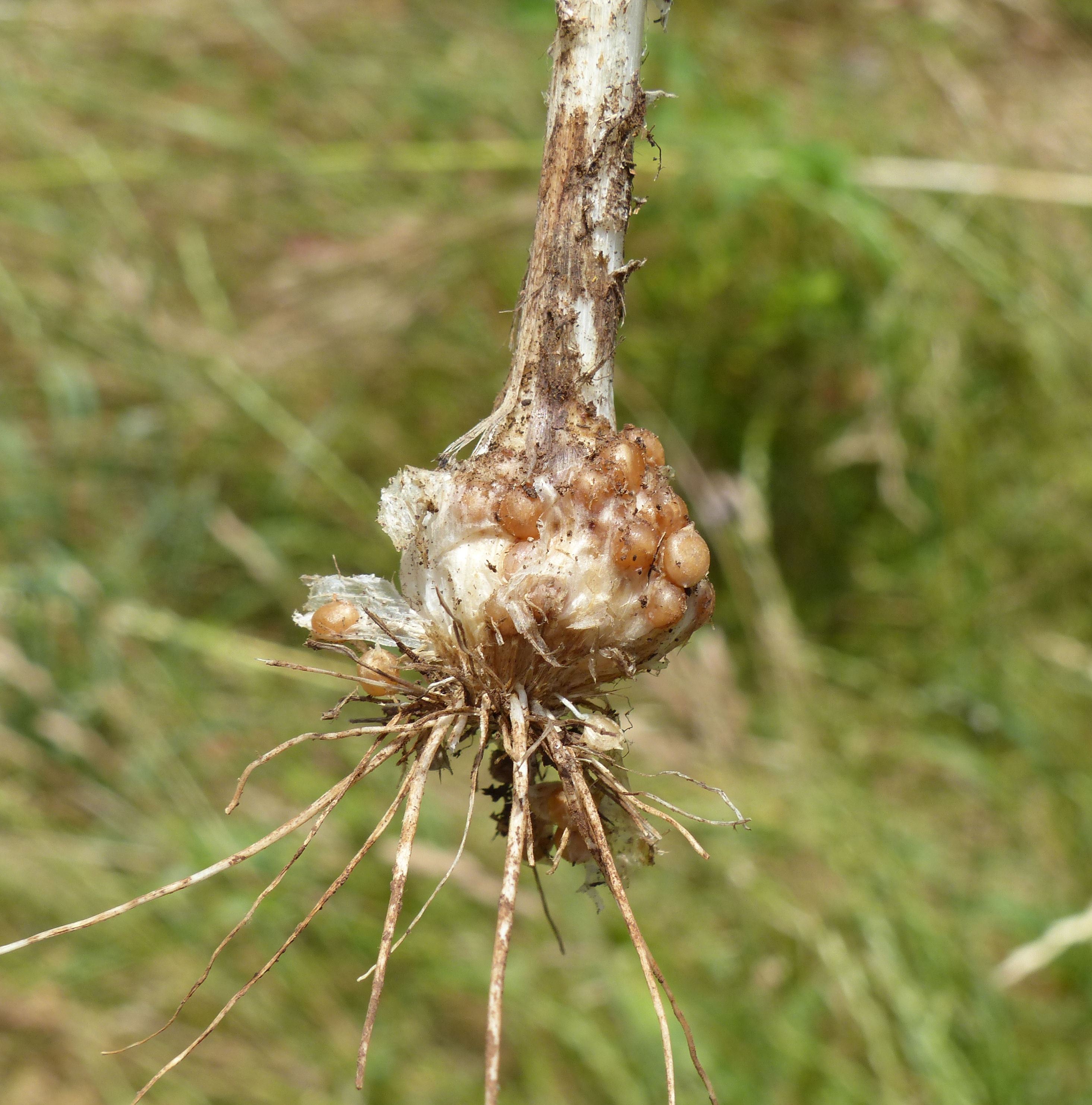
Bol
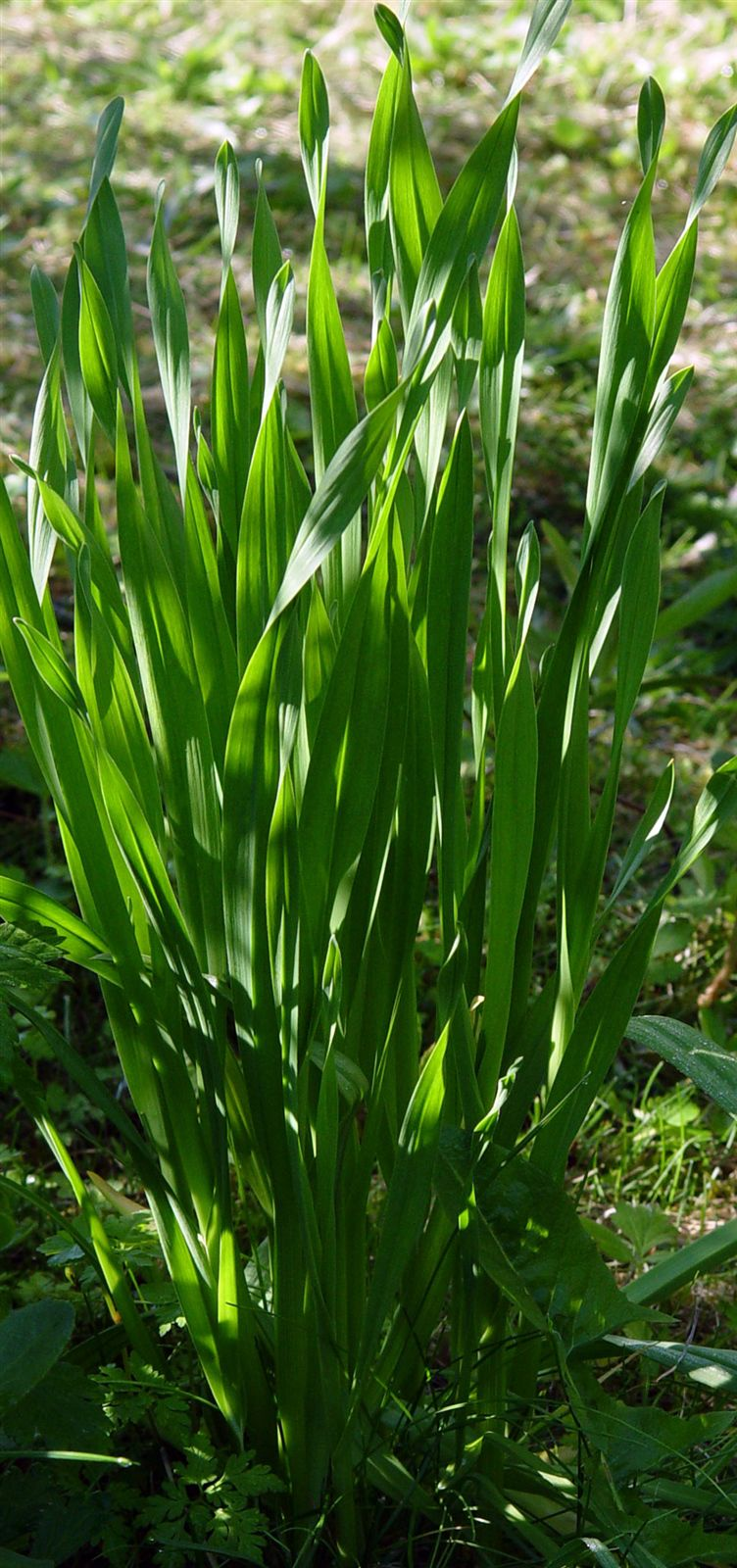
Bladeren
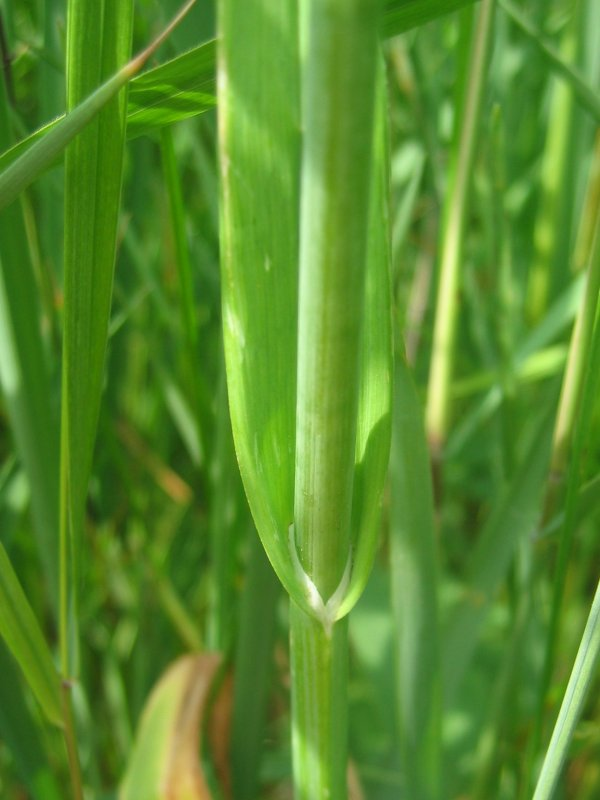
Stengel
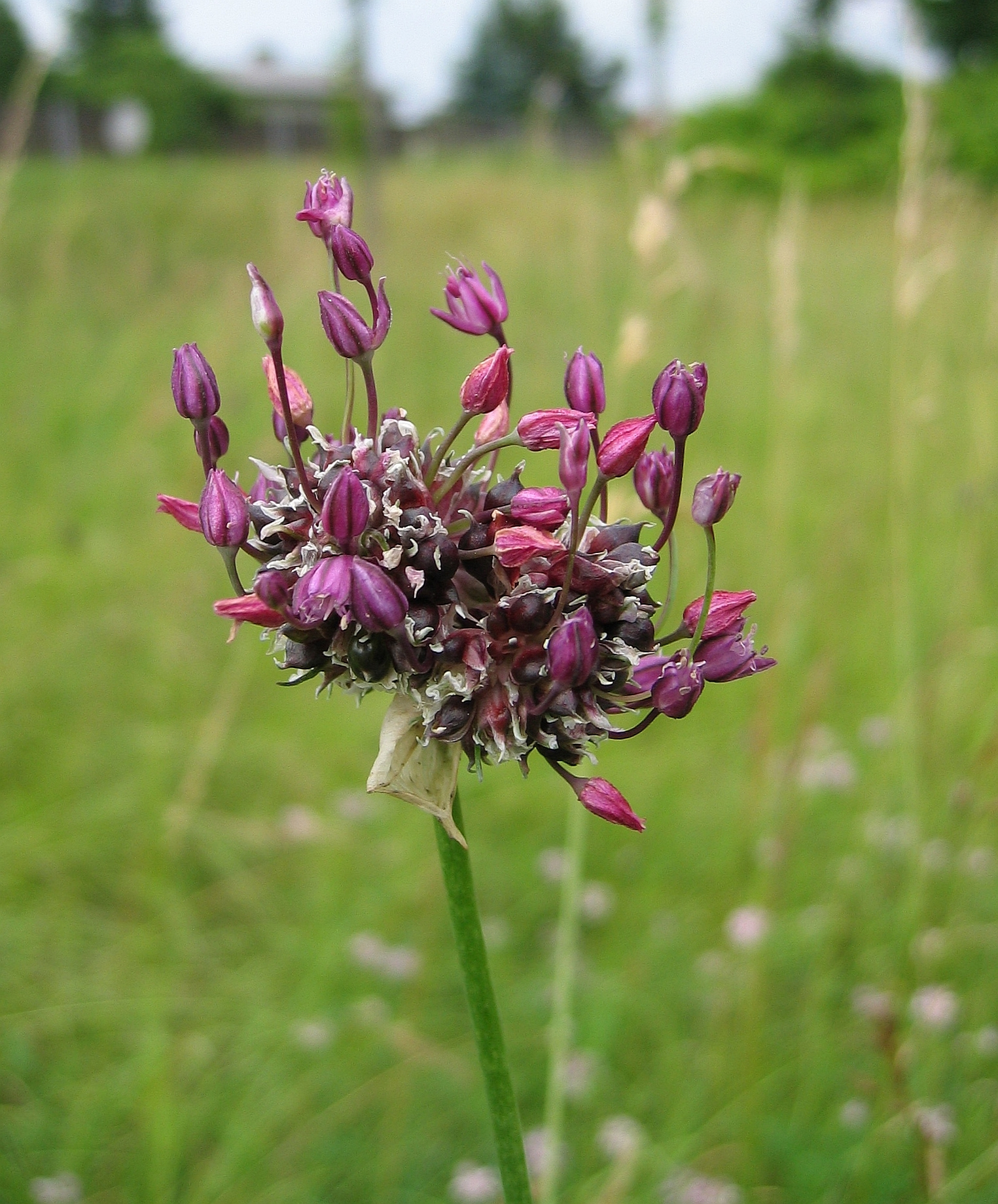
Bloeiwijze
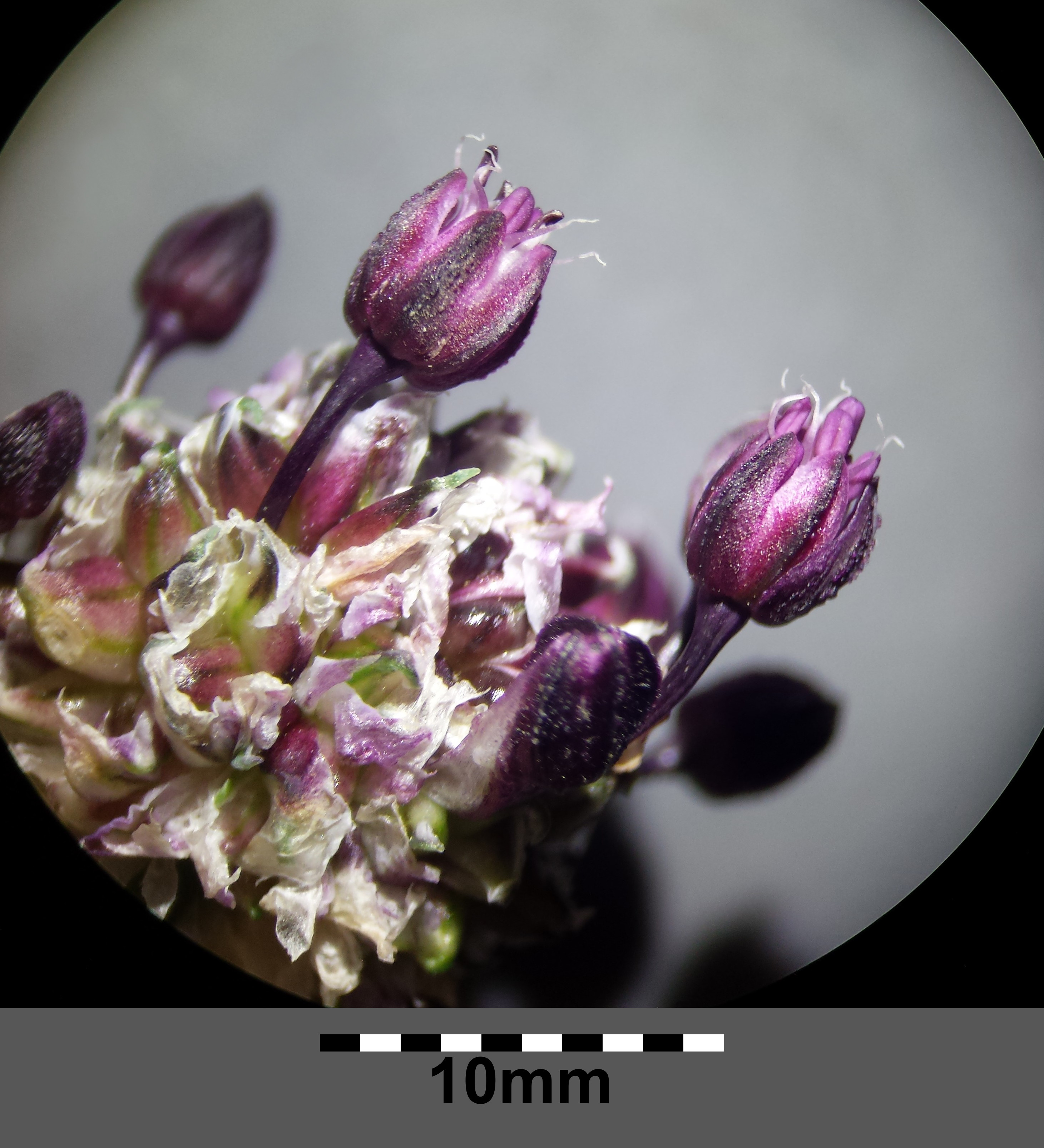
Bloemen
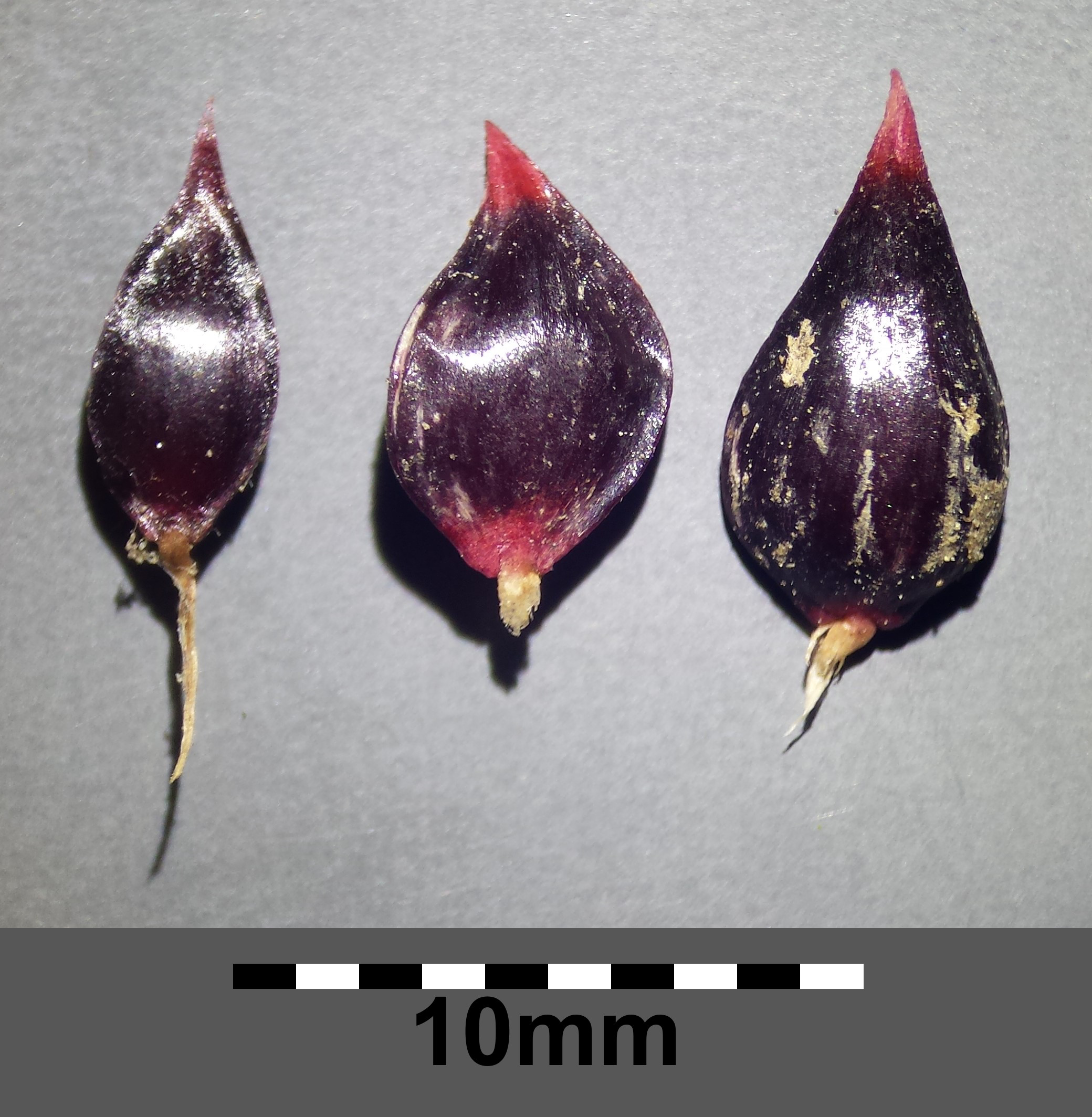
Broedbolletjes
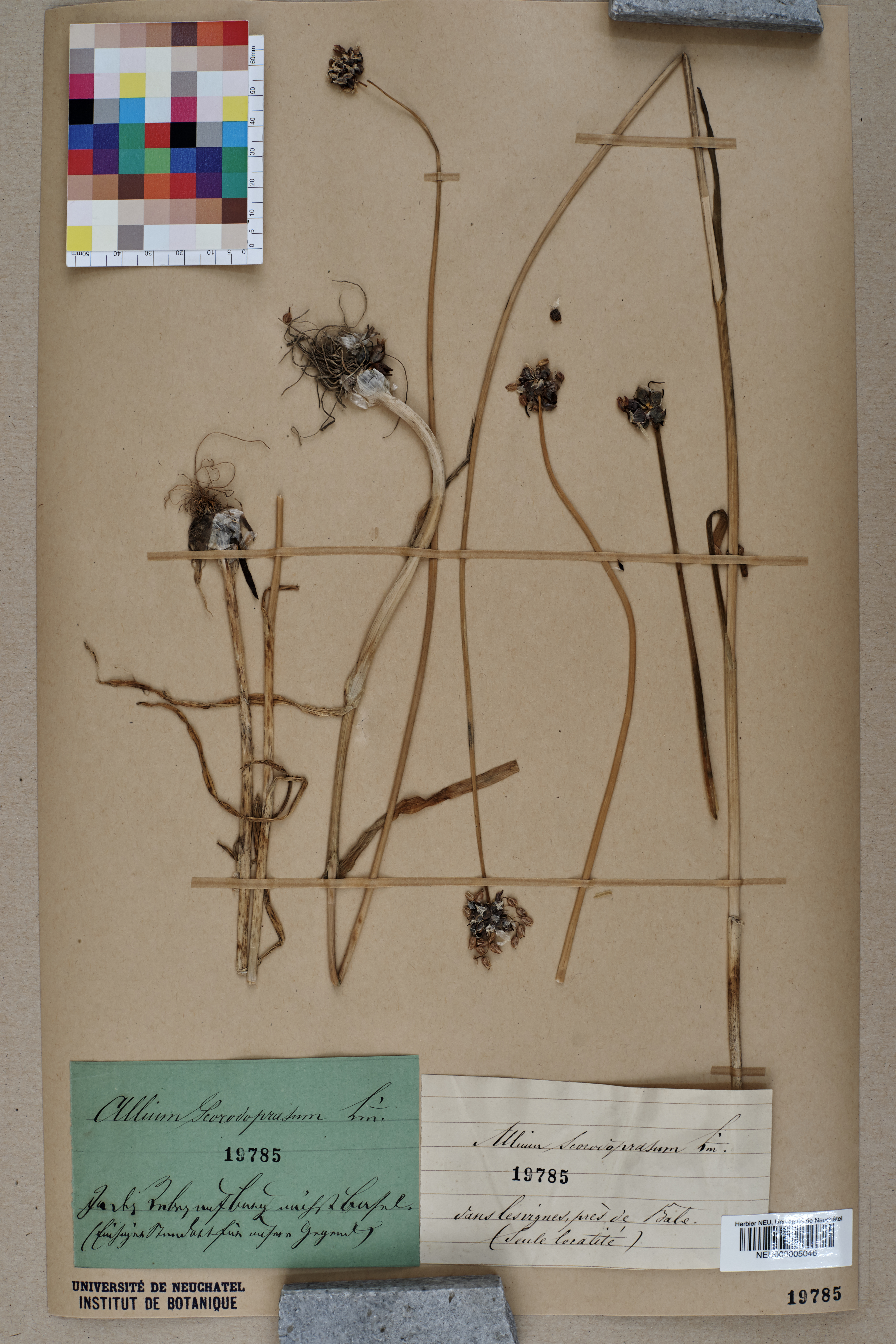
Herbarium

## Ecologie en verspreiding
Slangenlook staat op licht beschaduwde, vrij droge tot vochtige, voedsel- en stikstofrijke, humus- en kalkhoudende zand-, zavel- en kleibodems. Hij groeit in bossen en bosjes op rivierduinen, op 's winters overstroomde plaatsen in hoge struwelen langs de rivieren en aan de randen van rivierdalen, in hakhout, heggen en bosranden. Verder in duinstruwelen en vloeiweiden, in ruige grasvegetaties en op braakliggende grond, op enigszins ruderale of omgewerkte plekken. De plant heeft een verbrokkeld Europees areaal en Nederland ligt binnen een van die delen. Slangenlook is zeldzaam in het stroomgebied van de IJssel en de Rijn en zeer zeldzaam in de Hollandse en Zeeuwse duinen. De blauwgroene, ronde stengels zijn vaak wat bochtig en de bladeren vlak en lijnvormig. De bloeiwijze draagt vele paarse broedbolletjes en een klein aantal (licht)paarse bloemen. De binnenste helmdraden zijn driedelig en geen van de meeldraden steekt buiten het bloemdek uit. De verspreiding geschiedt door zaden, maar vooral door broedbolletjes.

## Plantengemeenschap
Slangenlook is een kensoort voor het abelen-iepenbos (Violo odoratae-Ulmetum).